# Дипалладийтригольмий
Дипалладийтригольмий — бинарное неорганическое соединение, интерметаллид
палладия и гольмия
с формулой Ho3Pd2,
кристаллы.

## Получение
- Сплавление стехиометрических количеств чистых веществ:

{\displaystyle {\mathsf {2Pd+3Ho\ {\xrightarrow {970^{o}C}}\ Ho_{3}Pd_{2}}}}

## Физические свойства
Дипалладийтригольмий образует кристаллы
тетрагональной сингонии,
пространственная группа P 41/mbm,
параметры ячейки a = 0,7718 нм, c = 0,3909 нм, Z = 2,
структура типа дисилицида триурана U3Si2
.
Соединение образуется по перитектической реакции при температуре 970 °C.